# تسوغومومو
تسوغومومو (باليابانية: つぐもも، بالروماجي: Tsugumomo) هي سلسلة مانغا يابانية من تأليف ورسم يوشيكازو هامادا، نشرت من قبل فوتاباشا، منذ 20 نوفمبر 2007. أنتجت إلى مسلسل أنمي تلفزيوني من قبل استوديو زيرو-جي، عرض الأنمي في 3 أبريل عام 2017 واستمر عرضه حتى 19 يونيو عام 2017، وتكون من 12 حلقة. عرض الجزء الثاني في 5 أبريل عام 2020 واستمر عرضه حتى 21 يونيو عام 2020، وتكون من 12 حلقة.

## القصة
تدور أحداث القصة عن فتى اسمه كازويا كاغامي، الذي يتحول الأوبي الخاص بوالدته الراحلة إلى فتاة ترتدي كيمونو اسمها كيريها، وهي من تسمى تسوكوموغامي، وهي أشياء اكتسبت روحًا من خلال سنوات طويلة من الانسجام مع أصحابها.

## الشخصيات

### الشخصيات الرئيسية
كازويا كاغامي (باليابانية: 加賀見 一也، بالروماجي: Kagami Kazuya)
أداء صوتي: يوكو سانبي
كيريها (باليابانية: 桐葉، بالروماجي: Kiriha)
أداء صوتي: ناومي أوزورا
كيوكا (باليابانية: 響華، بالروماجي: Kyōka)
أداء صوتي: سورا توكوي

### شخصيات أخرى
تشيساتو تشيكايشي (باليابانية: 近石 千里، بالروماجي: Chikaishi Chisato)
أداء صوتي: نوريكو شيباساكي
كوكوري (باليابانية: くくり، بالروماجي: Kukuri)
أداء صوتي: يوريكا كوبو
كوكويو (باليابانية: 黒耀، بالروماجي: Kokuyō)
أداء صوتي: إريكو ماتسوي
سوناو سوميراغي (باليابانية: 皇 すなお، بالروماجي: Sumeragi Sunao)
أداء صوتي: يو تايتشي
كوتستو (باليابانية: 虎鉄، بالروماجي: Kotetsu)
أداء صوتي: رومي أوكوبو
كاسومي كاغامي (باليابانية: 加賀見 霞، بالروماجي: Kagami Kasumi)
أداء صوتي: أيانا تاكيتاتسو
شيرو شيراميني (باليابانية: 白峰 四郎، بالروماجي: Shiramine Shirō)
أداء صوتي: ساتشي كوكوريو
تاداتاكا تاداتا (باليابانية: 只田 忠孝، بالروماجي: Tadata Tadataka)
أداء صوتي: ميكاكو كوماتسو
أكيتو أشيميني (باليابانية: 安次峰 あきと، بالروماجي: Ashimine Akito)
أداء صوتي: شوغو ساكاتو
أرومي أشيميني (باليابانية: 安次峰 あるみ، بالروماجي: Ashimine Arumi)
أداء صوتي: ريهو سوغياما
ميماني ميو (باليابانية: 美鷹みまね، بالروماجي: Miyou Mimane)
أداء صوتي: مامي أوتشيدا
أزامي (باليابانية: あざみ، بالروماجي: Azami)
أداء صوتي: يوكي أونو
أوسامو أوساناي (باليابانية: 小山内 治، بالروماجي: Osanai Osamu)
أداء صوتي: شيهو ساساكي
كاناكا كاغامي (باليابانية: 加賀見 奏歌، بالروماجي: Kagami Kanaka)
أداء صوتي: كوتونو ميتسويشي
أوهي أوريوبانا (باليابانية: 織小花 央姫، بالروماجي: Oriobana Ouhi)
أداء صوتي: ساوري هايامي
كازواكي كاغامي (باليابانية: 加賀見 一明، بالروماجي: Kagami Kazuaki)
أداء صوتي: هيروكي قوتو
سوزوري سوميراغي (باليابانية: 皇 すずり، بالروماجي: Sumeragi Suzuri)
أداء صوتي: هيرومي إغاراشي
تاغوري كاناياما (باليابانية: 金山 たぐり، بالروماجي: Kanayama Taguri)
أداء صوتي: ماو إيتشيميتشي

## وصلات خارجية
- تسوغومومو على موقع Monthly Action باللغة اليابانية
- موقع الأنمي الرسمي باللغة اليابانية
- تسوغومومو على موقع ANN manga (الإنجليزية)